# Fa-sien

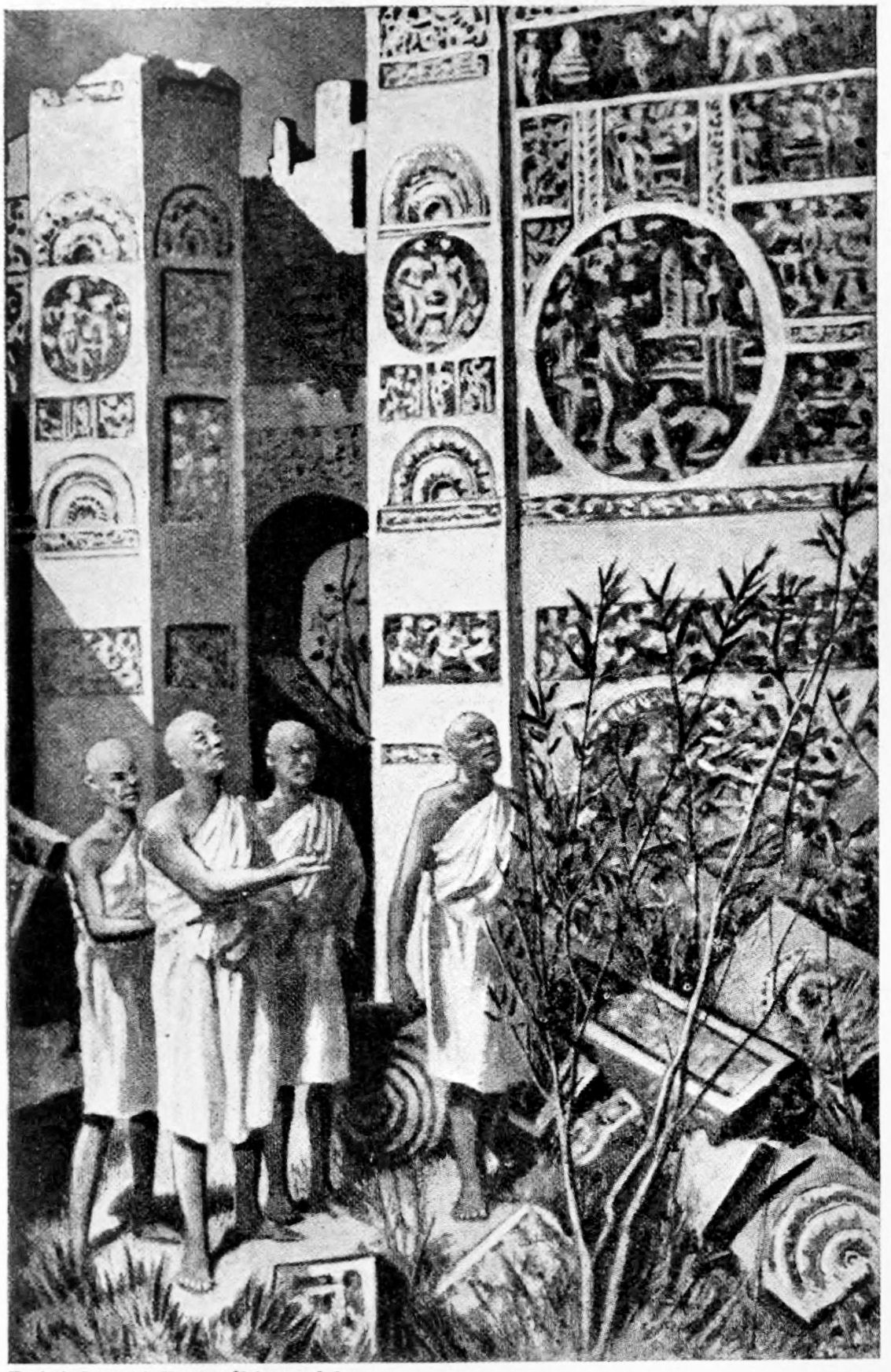
Fa-sien v ruinách Ašókova paláce

Fa-sien (čínsky pchin-jinem Fǎxiǎn, znaky zjednodušené 法显, tradiční 法顯, 337–422) byl čínský buddhistický mnich, který cestoval do Nepálu, Indie a na Srí Lanku, odkud přinesl do Číny množství buddhistických textů. Jeho nejznámější spis Zápisky o buddhistických zemích (do češtiny přeložen Josefem Kolmašem) je cenným materiálem, který podává zprávy o tehdejším životě v Indii. Když se vrátil z cestování zpět do Číny, zabýval se úpravami svých zápisků a překladem přinesených textů.